# Pop-noviny
Pop-noviny (popnoviny nebo také polonoviny) je označení tiskovin, které vyplňují prostor mezi bulvárním a seriózním tiskem.
Zpravodajství se vyznačuje prací se soft-news, infotainmentem. Typickým příkladem popnovin je deník Mladá fronta DNES, dílem také Lidové noviny a deník Právo. Grafickým zpracovaním a obsahem se sem řadí i Hospodářské noviny.